# 트리칼라

트리칼라(그리스어: Τρίκαλα)는 그리스 북서부 테살리아 지방에 위치한 도시로, 트리칼라 현의 현청 소재지이며 면적은 69.2km2, 높이는 115m, 인구는 51,862명(2001년 기준), 인구 밀도는 749명/km2이다. 고대에는 그리스 신화에 등장하는 의술의 신인 아스클레피오스가 태어난 곳으로 여겨지면서 그를 숭배하는 신전이 세워지기도 했다. 현재는 농업과 목축업의 중심지 역할을 한다.

## 같이 보기
- 메테오라